# Hannah Josephson
Hannah Josephson, nombre de nacimiento Hannah Geffen (6 de junio de 1900 - 29 de octubre de 1976), fue una historiadora estadounidense especializada en los acontecimientos de su país, además de periodista y bibliotecaria. 

## Semblanza
Hannah Josephson nació en la ciudad de Nueva York,  el 6 de junio de 1900. Estudió en el Hunter College de 1916 a 1918 y en la Columbia Graduate School of Journalism en 1918-19. Se casó con el escritor Matthew Josephson el 6 de mayo de 1920 y comenzó a trabajar como periodista. En 1949, Josephson se convirtió en bibliotecaria, editora de publicaciones, directora de publicidad y directora de exhibición de manuscritos de la Academia Americana de las Artes y las Letras hasta su jubilación en 1965. Murió el 29 de octubre de 1976 en New Milford, Connecticut.

## Publicaciones
Junto con Malcolm Cowley, publicó Aragon: Poeta de la Resistencia en 1945. Cuatro años después, escribió The Golden Threads, un libro sobre mujeres que trabajaron en las fábricas textiles de Massachusetts entre 1822 y 1850. Con su esposo, escribió Al Smith, Héroe de las ciudades: un retrato político basado en los escritos de Frances Perkins en 1969, por el cual recibieron el Premio Van Wyck Brooks de la Universidad de Bridgeport. Su último libro fue Jeanette Rankin: Primera Dama en el Congreso en 1974. Josephson también tradujo varios libros, incluyendo The Century Was Young de Louis Aragon en 1941, Age of Assassins de Philippe Soupault cinco años después y The Tin Flute de Gabrielle Roy en 1948.